# قسطین ناحیه
قسطین ناحیه، روستایی از توابع بخش رودبار شهرستان شهرستان قزوین در استان قزوین ایران است. این روستا با آب و هوای معتدل و کوهستانی زمستانی سرد و تابستانی نسبتاً گرم و مطلوب را تجربه میکند . عمده محصولات این روستا فندق،ذغال اخته، گردو و همچنین مرکباتی مانند گلابی،گیلاس،آلبالو،به،سیب نیز در این روستا به خوبی به عمل می آیند . مهاجرت روستا به شهر  این روستا هم درگیر کرده و برای تحصیل و کار اکثر خانوار های روستا به شهر رفته و فقط ایام تعطیلات در تابستان برای برداشت محصولات خود به روستا می آیند  

## جمعیت
این روستا در دهستان رودبار شهرستان قرار دارد و براساس سرشماری مرکز آمار ایران در سال ۱۳۸۵، جمعیت آن ۲۴۳ نفر (۶۴خانوار) بوده‌است.

## محصولات روستا
فندق وزغال اخته.

## مناطق دیدنی
داری جنگل بلوط  _ آبشار خارود _

## مردم
زبان‌شان تاتی و مسلمان شیعه هستند.